# NOEMA
NOEMA este o publicație periodică românească editată sub autoritatea Comitetului Român de Istoria și Filozofia Științei și Tehnicii al Academiei Române. Apariția sa este anuală, primul număr apărând în anul 2002. Este destinat găzduirii lucrărilor susținute în cadrul Sesiunilor organizate de acest comitet sau a altor lucrări cu tematică de istoria și filozofia științei și tehnicii.
Directorul fondator al publicației a fost academicianul Mihai Drăgănescu. Directorul actual al publicației este dr. ing. Gheorghe Ștefan, profesor la Universitatea Politehnica din București, membru corespondent al Academiei Române.
Primul redactor șef al revistei a fost, până în 2018, dr. ing. Gorun Manolescu, cercetător științific afiliat la Institutul de Inteligență Artificială "Mihai Drăgănescu" al Academiei Române.
Sediul redacției este în București, Calea Victoriei nr. 125. Cod ISSN: 2501-2304. De la Nr. XIV/2015, NOEMA apare doar în format electronic.